# Sowia Wola (gromada)
Sowia Wola – dawna gromada, czyli najmniejsza jednostka podziału terytorialnego Polskiej Rzeczypospolitej Ludowej w latach 1954–1972.
Gromady, z gromadzkimi radami narodowymi (GRN) jako organami władzy najniższego stopnia na wsi, funkcjonowały od reformy reorganizującej administrację wiejską przeprowadzonej jesienią 1954 do momentu ich zniesienia z dniem 1 stycznia 1973, tym samym wypierając organizację gminną w latach 1954–1972.
Gromadę Sowia Wola z siedzibą GRN w Sowiej Woli utworzono – jako jedną z 8759 gromad na obszarze Polski – w powiecie nowodworskim w woj. warszawskim, na mocy uchwały nr VI/10/9/54 WRN w Warszawie z dnia 5 października 1954. W skład jednostki weszły obszary dotychczasowych gromad Cybulice Duże, Helenówek, Dąbrówka, Wiersze, Aleksandrów i Krogulec i ze zniesionej gminy Kazuń oraz obszar dotychczasowej gromady Sowia Wola ze zniesionej gminy Kampinos w tymże powiecie. Dla gromady ustalono 12 członków gromadzkiej rady narodowej.
31 grudnia 1959 do gromady Sowia Wola przyłączono wsie Brzozówka, Janowo, Mikołajówka i Truskawka ze znoszonej gromady Małocice w tymże powiecie.
1 stycznia 1969 do gromady Sowia Wola włączono wsie Cybulice A, Cybulice Małe i Czeczotki ze zniesionej gromady Kazuń Polski w tymże powiecie.
Gromada przetrwała do końca 1972 roku, czyli do kolejnej reformy gminnej.